# Рейнський водоспад
Рейнський водоспад (нім. Rheinfall) — водоспад на річці Рейн в швейцарському кантоні Шаффгаузен, поруч із містечком Нойгаузен-ам-Райнфалль. Поряд з вищим, але менш повноводним водоспадом Деттіфосс в Ісландії, Рейнський водоспад вважається найбільшим в Європі. Висота водоспаду — 23 м, ширина — 150 м. Середня витрата води взимку — 250 м³/с, влітку — 700 м³/с.

## Геологія

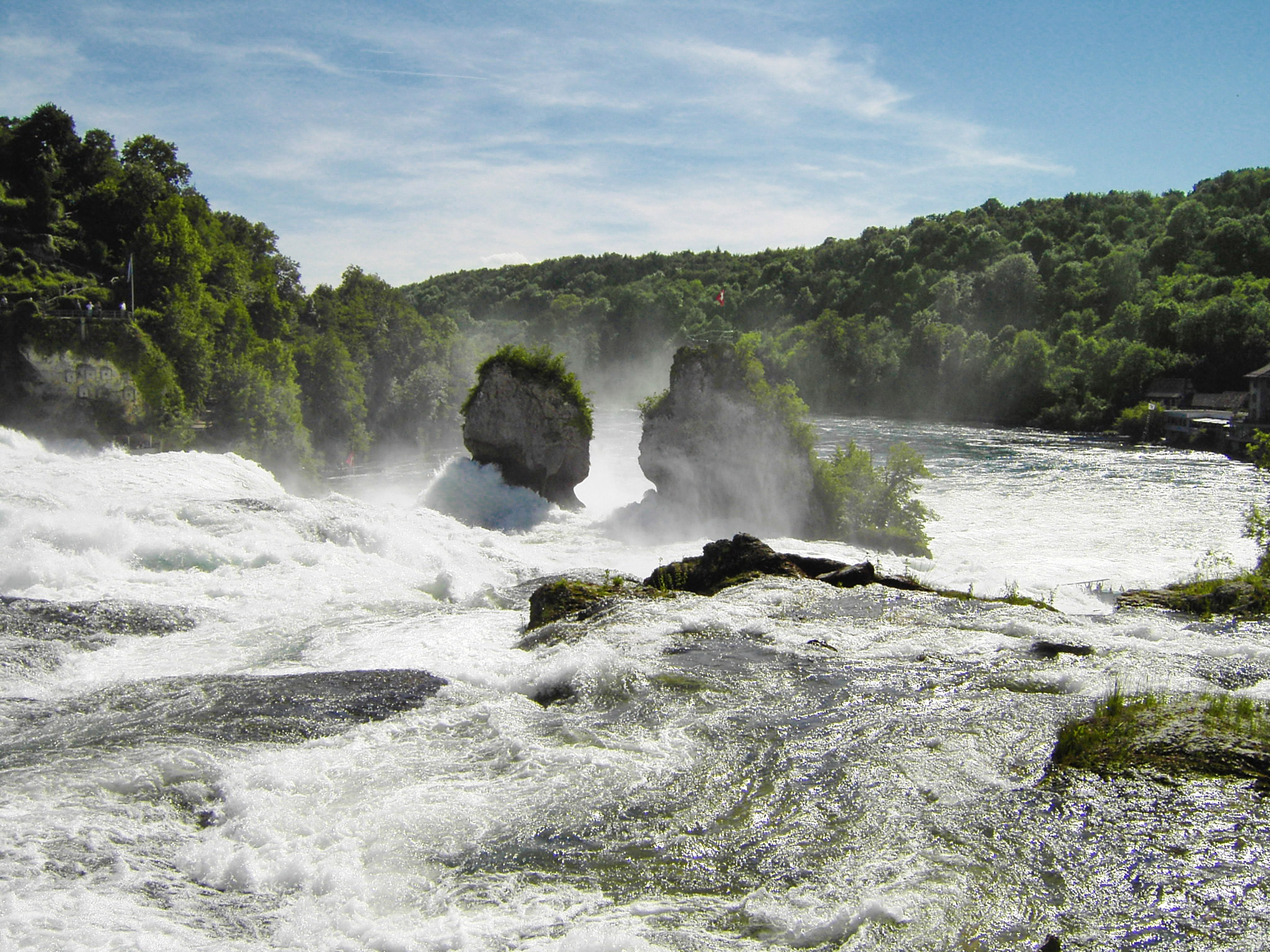
Водоспад вгору проти течії

Геологічні процеси, що призвели до виникнення водоспаду, почалися під час льодовикового періоду. У зв'язку з глобальним похолоданням, близько 500 тис. років тому на цій території виникли льодовики, які й сформували сьогоднішній ландшафт. Близько 200 тис. років тому Рейн протікав від Шаффгаузена на захід через Клеттгау. Це старе русло потім було заповнено гравієм. Приблизно 120 тис. років тому Рейн повернув на південь від Шаффгаузена і утворив нове русло, яке потім теж було заповнено гравієм. Сьогодні Рейн частково протікає по древньому руслу. Під час останнього льодовикового періоду Рейн змістився на південь до свого сьогоднішнього русла на твердій основі, що складається з юрських вапняків. Поступово річка розмивала тверді вапнякові породи і податливий гравій, в результаті чого 17-14 тис. років тому водоспад набув сьогоднішньої форми. Скелі в центрі водоспаду — це залишки колишнього скелястого берега річки, розмитого водою.

## Промислове використання

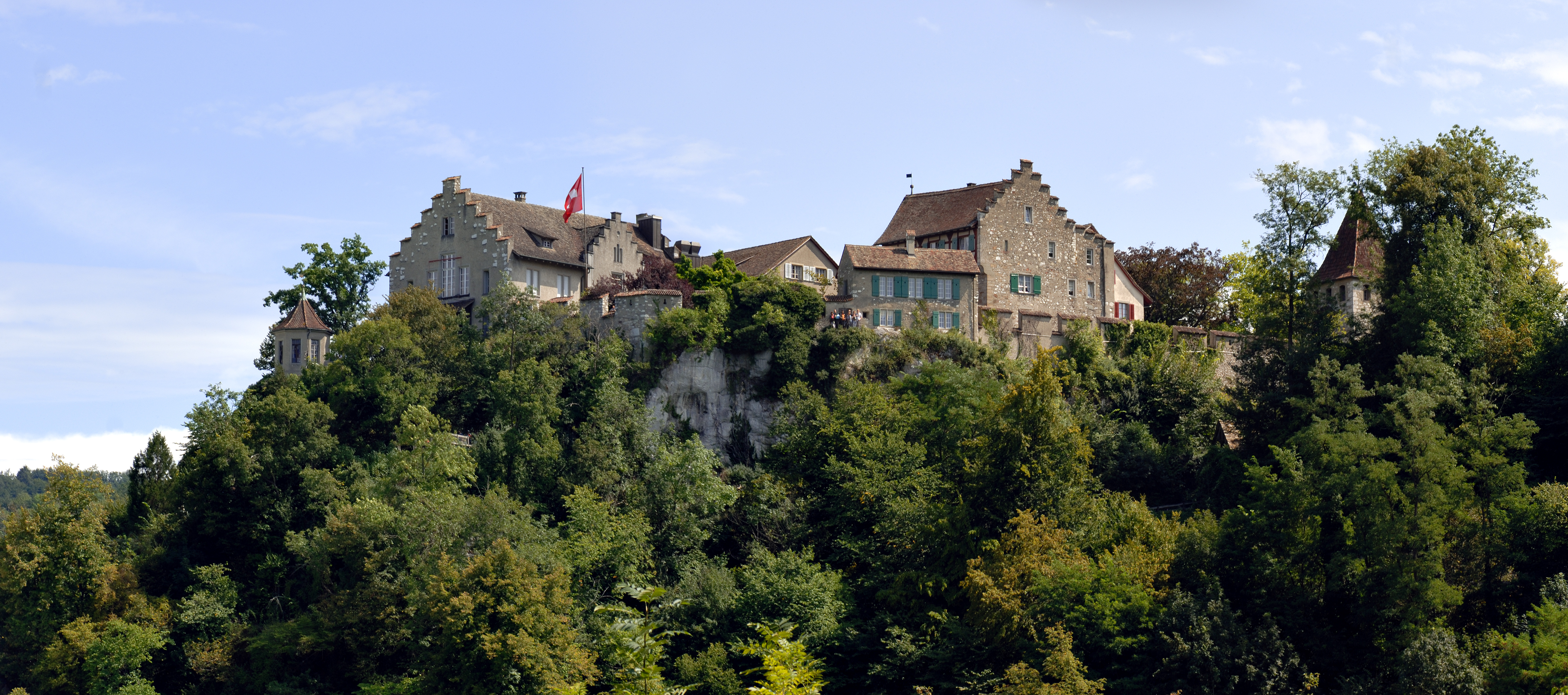
Замок Лауфен

З давніх часів у північній частині водоспаду розташовувалися водяні млини. У XVII столітті праворуч від водоспаду була побудована доменна піч для плавки залізної руди, яка проіснувала до першої половини XIX століття. У 1887 році металургійний завод виступив з пропозицією використати від однієї п'ятої до половини течії річки для генерації електроенергії. Швейцарський Альпійський Клуб і ряд наукових товариств відхилили цю пропозицію. У 1913 році був оголошений міжнародний конкурс на найкращий план судноплавного шляху між Базелем і Боденським озером. У 1919 році директор компанії, що володіє електростанціями в північній Швейцарії, заявив, що будівництво електростанції на Рейнському водоспаді «має служити загальним економічним інтересам». У 1944 році Швейцарський парламент схвалив будівництво майбутньої електростанції. Дозвіл вступив у силу 1 лютого 1948 року, а будівництво мало початися у 1952 році. Але в 1951 році ініціативна група Нового Швейцарського Товариства зібрала 150 тис. підписів проти цього будівництва. Серед підписантів було 49 відомих громадян, включно з Германом Гессе і Карлом Якобом Брукхардом. Таким чином, проект будівництва електростанції не був реалізований. Проте  на водоспаді є невелика електростанція «Нойгаузен» потужністю 4.6 МВт побудована в 1948-51 роках, яка використовує тільки 25 м³/с води, виробляючи лише 40 млн кВт·год електроенергії, при цьому максимальна потужність водоспаду становить близько 120 МВт.

## Туризм

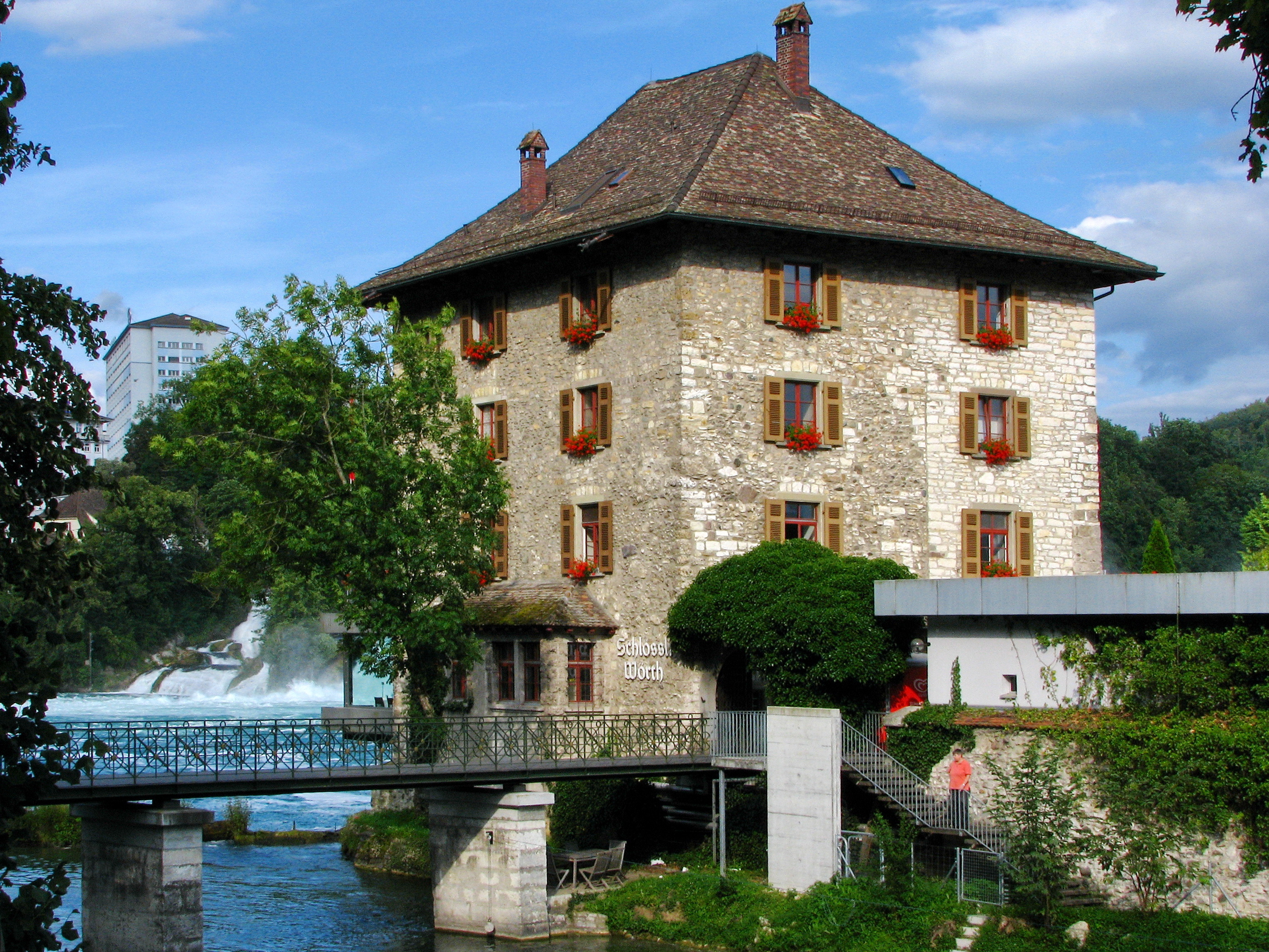
Замок Верт

Рейнський водоспад є популярним туристичним об'єктом. Біля водоспаду розташовано декілька оглядових майданчиків. Головний оглядовий майданчик знаходиться на скелі в центрі водоспаду, куди можна потрапити на туристичному човні. Човновий причал знаходиться у замку Верт знизу за течією водоспаду. Також туристи можуть відвідати розташований на іншому березі замок Лауфен.
Німецький поет Едуард Меріке так описав водоспад: «О, мандрівник, будь обережний і тримай своє серце міцно в руках — Я майже втратив своє від радості споглядання потужної гри струменів, що падають та розбивають поверхню води».